# Eglsee (Amberg)
Eglsee ist ein in der Oberpfalz gelegenes Dorf, das ein Gemeindeteil von Amberg ist.

## Lage
Der Ort befindet sich in der Region Oberpfälzer Jura und liegt in der nach Karmensölden benannten Gemarkung. Eglsee selbst ist einer von 23 Ortsteilen der kreisfreien Stadt Amberg. Die Ortsmitte des Dorfes liegt knapp zweieinhalb Kilometer von der Kernstadt entfernt und Sulzbach-Rosenberg achteinhalb Kilometer.

## Verkehr
Die Bundesstraße 85 verläuft 600 Meter südwestlich des Dorfes und die Bundesstraße 299 etwa 800 Meter südöstlich davon.